# 新潮社
株式会社新潮社（しんちょうしゃ、英: SHINCHOSHA Publishing Co.,Ltd.）は、日本の出版社。

## 概要
1896年7月に創業した新聲社が前身。田山花袋などの自然主義者の書籍を出版していた。1914年（大正3年）には新潮文庫を創刊した。他にも単行本、全集などを多数発行している。
文芸誌は1904年（明治37年）創刊の『新潮』の他に、第二次世界大戦後の1947年（昭和22年）に創刊された中間小説誌『小説新潮』などを発行している。週刊誌は1956年（昭和31年）創刊の『週刊新潮』が、日本初の出版社系週刊誌として成功を収める。
1981年（昭和56年）には日本初の写真週刊誌『FOCUS（フォーカス）』を創刊。『フォーカス』は法廷を隠し撮りした未成年（14歳）の容疑者の写真を掲載したりするなど、過激な編集方針で一時期は発行部数200万部が200万部強までになったが、1990年代後半から売れ行きが悪化し、2001年（平成13年）に休刊。スポーツ年鑑『ウィナーズ』や、タレント・グラビアアイドルの写真ムック『月刊～』（不定期刊）の発行、『nicola』、『週刊コミックバンチ』の創刊（2010年〈平成22年〉8月休刊）、『旅』は女性誌としての再創刊（2012年〈平成24年〉3月休刊）に踏み切り、従来の路線から大きく転換した。また、新潮文庫もサブ・カルチャー系の刊行を増やした。
社長職は創業者佐藤義亮から、代々世襲によって引き継がれている同族企業である。第2代佐藤義夫（長男）、第3代佐藤俊夫（次男）、第4代 佐藤亮一（義夫の息子）を経て、第5代の佐藤隆信（亮一の息子）が現在の社長である。
東京都新宿区矢来町に、広大な不動産を持ち関連施設がある。

### 校閲
校閲部は出版業界でも定評がある。
初代社長の義亮は校閲に力を入れており、ベストセラーになった『世界文学全集』の月報に読者が投稿した誤植の指摘に対し、校正に手間をかけておりこれが正しいという趣旨の反論を載せるほどであった。
このため校閲部を尊重する社風となった。

### 装幀
社内に装幀部門（新潮社装幀室）を持っており、刊行する文庫・書籍のほとんどを社内装幀している。現在、装幀室を構える出版社は多いが、その先駆けでもあり長い歴史を誇る。当初は出版部の装幀部門として始まったが、現在は独立した部署として存在している。そのため、第1回講談社ブックデザイン賞（昭和45年）は受賞者が新潮社出版部となっている。
過去の装幀者の記載がない本も、多くは社内装幀されたものと考えられ、現在は「新潮社装幀室」と記載される。本は会社のさまざまな部署の協力のもと、造り上げられるものであるとの姿勢から、原則装幀担当者の個人名の記載はされていない。
出版社であることから、美術品ではなく読書用として装幀を考えているのが特徴である。
単行本の発行部数が累計で10万部を突破すると、記念に革装本が作られる。特装版は社外の専門業者に委託される。2部は著者に贈られ、残る2部は新潮社用として、1部は資料室の閉架に、もう1部はガラス戸付き本棚に鍵がかかった状態で保管されている。この4部限定という都市伝説があったが、実際にはもう1冊作られており、製本会社の会長室に展示されているという。
特装本には新書も含まれ、単行本には山羊の革が、新書には羊の革が使用される。
1956年（昭和31年）、三島由紀夫の『金閣寺』が10万部を突破した際、担当編集者が記念になるものを作ろうとの企画から、羊の革表紙や金箔を使い通常版の9倍の価格の豪華版を200部限定で販売した。これを機に10万部を突破した本の特装版を販売する伝統が生まれた。また俊夫がブックデザインを重視する姿勢だったこともあり、校閲部と並び装幀部も尊重されるようになった。
2009年（平成21年）11月までに作られた特装本は547点に上り、三島由紀夫、司馬遼太郎、松本清張、遠藤周作、大江健三郎などのほか、さくらももこ『さくらえび』や『鈴井貴之編集長 大泉洋』なども革装本になっている。村上春樹の『1Q84』は初版から10万部を超えたが、38刷で特装本化された伊坂幸太郎の『重力ピエロ』のように、版を重ねて特装本化された例もある。
三島由紀夫賞・山本周五郎賞の正賞として、限定1部の製本作家による総革装本が作成されており、毎年受賞者に贈呈されている。

### 新潮社クラブ
神楽坂には管理人常駐の2階建て住宅「新潮社クラブ」があり、作家は無料で利用できる。庭園を有する日本家屋であるが、Wi-Fiが使えるなど設備は整っている。
缶詰用と言われているが出入りは自由であり、地方在住の作家の宿泊施設や対談などにも利用されている。
予約制であり、ほとんどが埋まっているという。
かつて缶詰になっていた川端康成や三島由紀夫の幽霊が出るという噂がある。

## ギャラリー

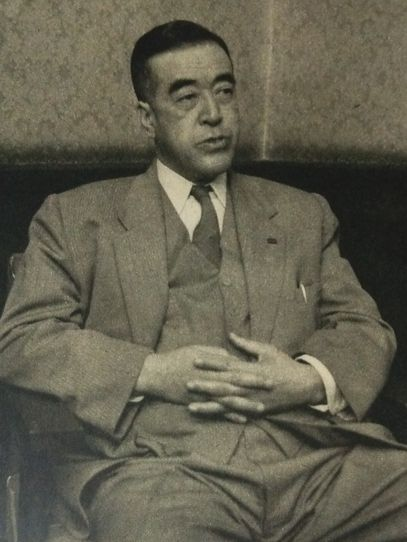
佐藤俊夫（第3代社長）
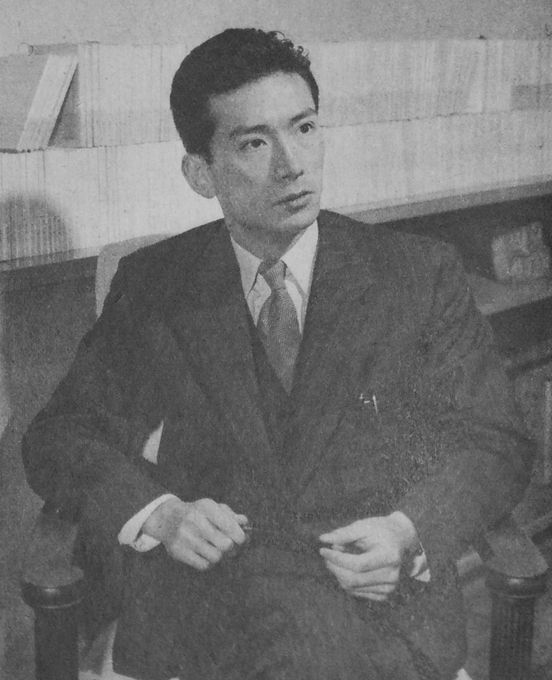
佐藤亮一（第4代社長）
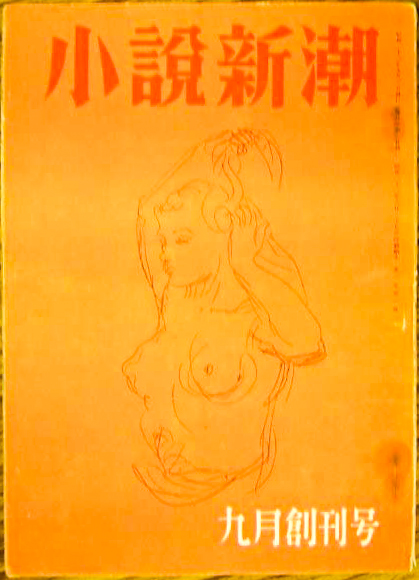
『小説新潮』1947年9月創刊号
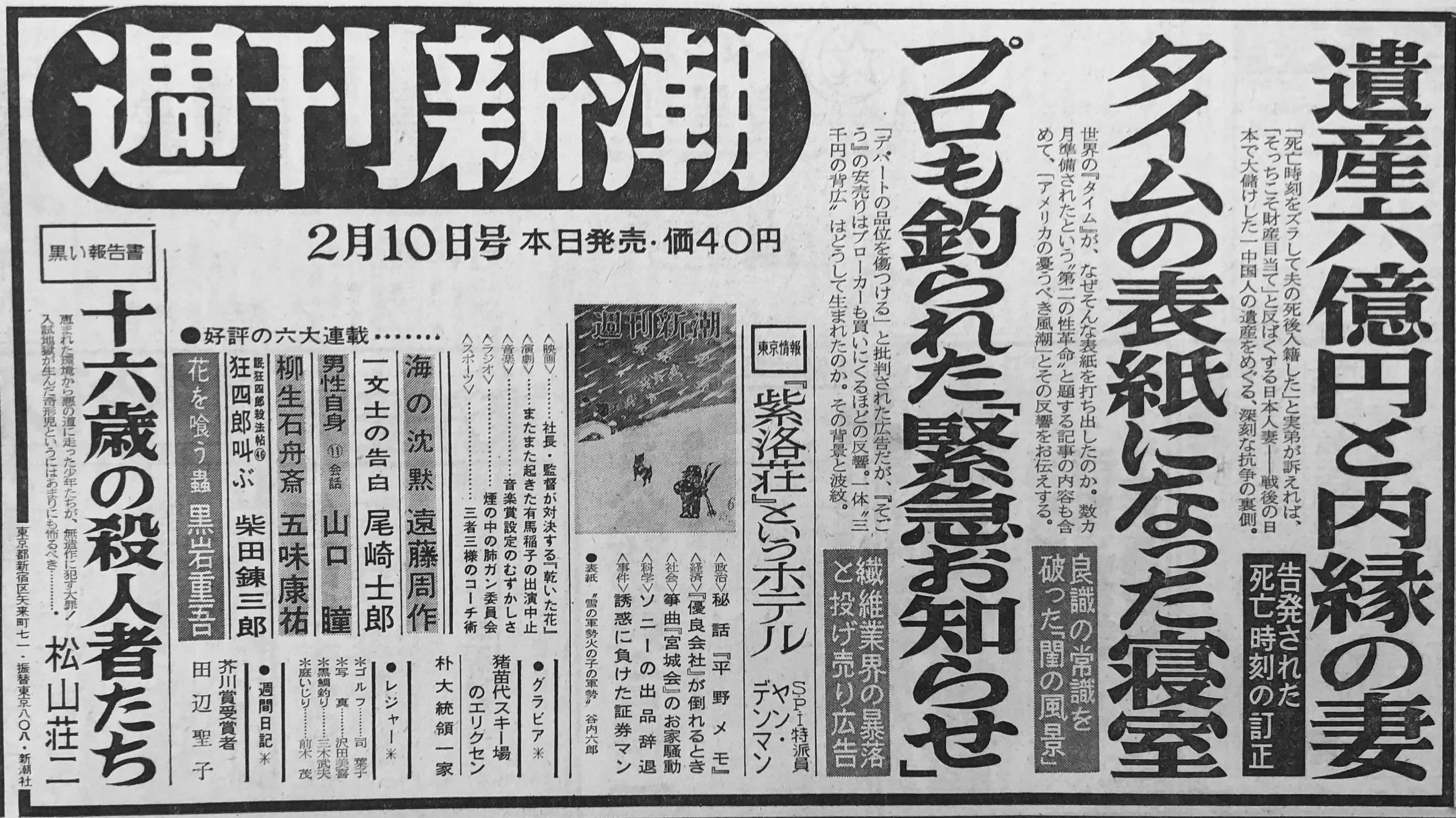
『週刊新潮』1964年2月10日号

## 不祥事
2015年10月5日、橋下徹大阪市長（当時）が出自に関する2011年11月3日号に掲載された『週刊新潮』の記事で精神的苦痛を受けたとして、発行元の新潮社に慰謝料など1100万円の損害賠償を求めた訴訟の判決で、大阪地裁は名誉棄損があったと認め275万円の支払いを命じた。新潮社は控訴、上告したが、2017年6月14日付けで最高裁判所は、新潮社の上告を退ける決定を下し、橋下勝訴の二審判決が確定した。

## 文化財
2025年3月25日に開催された文化審議会で、本館と倉庫が登録有形文化財に登録。官報の告示を経て、正式となる。

## 刊行物

### 選書
- 新潮選書 - 江藤淳『漱石とその時代』、藤原正彦『天才の栄光と挫折』など、多数のロングセラーがある。

### 叢書
- 新潮クレスト・ブックス - 日本国外の文学の翻訳。『朗読者』がベストセラーとなる。
- 新潮モダン・クラシックス
- とんぼの本 - 美術・文化を中心としたビジュアル本のシリーズ
- 新潮日本古典集成
- プリシラブックス

### 新書
- ラッコブックス - 実用・雑学分野を扱う。新潮新書創刊時を境に発行は止まっている。
- 新潮新書 - 養老孟司『バカの壁』、藤原正彦『国家の品格』がベストセラーとなる。

### 文庫
- 新潮文庫 - 哲学、古典から、サブ・カルチャーやタレント本まで、文庫レーベルで最も多彩で刊行数も多いが、初版のみで絶版となるタイトルも多い。
  - 新潮文庫nex - 新潮文庫創刊100周年の節目に、2014年8月28日刊行開始[17]。
- 新潮pico文庫 - 1996年、短期間発行していた手のひらサイズの小冊子。なお、同様のコンセプトのレーベルとして角川mini文庫がある。
- 新潮OH!文庫 - 実用・雑学分野を扱う。2003年（平成15年）以降新刊はないが、一部の重版は続けられている。新潮文庫で新版刊行もある。

## 雑誌

### 週刊
- 週刊新潮 - 総合週刊誌（1956年 - ）

### 月刊
- 新潮 - 純文学文芸誌（1904年 - ）
- 小説新潮 - 小説誌（1947年 - ）
- 芸術新潮 - 総合アート誌（1950年 - ）
- 波 - 読書情報誌（1967年 - ）
- nicola（ニコラ） - ローティーン向け女性ファッション誌（1997年 - ）
- ENGINE（エンジン） - 自動車雑誌（2000年 - ）

### 隔月刊
- ニコ☆プチ - 小学生向け女性ファッション誌（2006年 - ）
- ニコ☆プチKiDS - 小学1・2・3年生向け女性ファッション誌（2014年 - ）

### ウェブメディア
- Foresight（フォーサイト） - 国際情報誌（2010年 - ）
- yomyom pocket - 文芸誌（2013年1月 - 2015年）
- くらげバンチ - コミック誌（2013年10月 - ）
- デイリー新潮 - 総合ニュースサイト（2015年12月 - ）[18]
- Bバンチ - コミック誌（2017年7月 - ） - コミックバンチweb内
- コミックバンチKai - コミック誌（2024年4月 - ）

### かつて発行・発売していた雑誌
- FOCUS（週刊、1981年10月 - 2001年8月） - 休刊中
- 03 Tokyo calling（月刊、1989年12月 - 1991年11月） - 休刊中
- Mother Nature's（1990年3月 - 1993年6月） - 全7冊、廃刊
- SINRA（月刊、1994年1月 - 2000年7月） - 休刊中
- アウフォト（1997年5月 - 2000年5月） - 全13冊、休刊中
- Gramophone Japan（月刊、1999年12月 - 2001年1月）
- 週刊コミックバンチ（2001年5月 - 2010年8月） - 編集はコアミックス
- フォーサイト（月刊、1990年3月 - 2010年3月） - 2010年9月にウェブマガジンとして復活。
- 旅（月刊（途中から隔月刊）、2004年 - 2012年3月） - JTBが発行していたものを譲り受けたもの。休刊中。
- 「月刊」シリーズ - グラビア誌
- 考える人 - 総合誌（2002年 - 2017年） - 休刊中
- yom yom（ヨムヨム） - 文芸誌（2006年 - 2017年） - 休刊中
- ROLA[注 2]（ローラ） - 女性誌（2013年 - 2016年）
- ゴーゴーバンチ - コミック誌（2013年 - 2018年）
- 新潮45 - 総合誌（1982年（「新潮45+」として創刊） - 2018年） - 休刊中
- 月刊コミックバンチ - コミック誌（2011年 - 2024年）

## 賞
- 三島由紀夫賞
- 山本周五郎賞
- 小林秀雄賞
- 新潮ドキュメント賞

以上の4賞で「新潮四賞」と呼ばれる。
- 新潮学芸賞
小林秀雄賞と新潮ドキュメント賞の原型となった賞。かつてこの賞と日本芸術大賞、三島賞・山本賞で新潮四賞だった。なお、日本文学大賞の文学部門は純文学を対象とした三島賞と大衆文学を対象にした山本賞にそれぞれ分離し、新潮学芸賞は日本文学大賞の学芸部門から改名した。
- 川端康成文学賞
- 新田次郎文学賞
- 萩原朔太郎賞
- 日本ファンタジーノベル大賞
- 女による女のためのR-18文学賞
- 新潮エンターテインメント大賞
- 新潮ミステリー大賞 - 日本推理サスペンス大賞、新潮ミステリー倶楽部賞、ホラーサスペンス大賞の後継

## 関連会社
- 大泉書店 - 1946年に関連会社として設立された実用書専門の出版社。
- ピコハウス - 1987年に新潮社の映像・音楽部門として設立された制作会社。
- コアミックス - 2000年に設立された漫画雑誌編集・著作権事業を行う会社。

## その他
- 刊行した書籍の宣伝のために、NHKを利用したことがある。（例：大森あきこ『最後に「ありがとう」と言えたなら』2021年11月17日刊）[19]
- 社員食堂があり、編集者の案内で作家も利用できるが、メニューは日替わり定食の1種類のみである[20]。